# WarBreeds
WarBreeds est un jeu vidéo de stratégie en temps réel développé par Red Orb Entertainment et publié par Brøderbund Software en mars 1998. Le jeu se déroule dans un univers de science-fiction et retrace les affrontements entre quatre races extraterrestres maîtrisant la génétique pour le contrôle de leur planète. Son gameplay se démarque de celui des autres jeux du genre en introduisant un nouveau paramètre, la génétique. Le joueur peut en effet récupérer des gènes sur les cadavres de ses ennemis afin d'acquérir la technologie des factions correspondantes et ainsi d’améliorer ses unités ou de débloquer de nouvelles infrastructures. Quatre factions sont disponibles dans le jeu, chacune avec ses spécificités. À sa sortie, il fait l'objet de critiques plutôt positive dans la presse spécialisée qui salue l'originalité de sa trame et de son système de jeu basés sur la génétique et son interface intuitive, mais qui critique les lacunes de sa réalisation, notamment en termes de graphismes et de pathfinding.

## Trame
Le jeu se déroule dans un univers de science-fiction, sur une planète appelée Aeolia. Celle-ci est à l'origine peuplée d'une race de bipèdes intelligents – les Yedda – dont la civilisation, basée sur un système d'ordres religieux, impose rapidement sa domination sur les autres espèces.  Après la découverte de la génétique, les Yedda commencent à créer de nouvelles races en utilisant l'ADN de trois espèces d'Aeolia – les Tanu, les Sen-Soth et les Kelika – destinées à être maintenues en esclavage. Dans les mêmes temps, un groupe dissident tente de créer une race entièrement nouvelle dans le but de libérer le peuple. Cette tentative se révèle être un échec et ils ne parvinrent qu'à créer une race de créatures sanguinaires, les Magha. Après une guerre civile qui conduit à la quasi extinction des Yedda, les races créées par ceux-ci évoluent rapidement jusqu'à découvrir les secrets de la génétique. Une lutte entre les Tanu, les Sen-Soth, les Kelika et les Magha commence alors pour le contrôle de la planète,.

## Système de jeu
WarBreeds est un de jeu de stratégie en temps réel dans la lignée de Command and Conquer. Comme dans celui-ci, le joueur doit collecter des ressources qui lui permettent de développer ses infrastructures et de créer et équiper une armée pour combattre ses ennemis,. Il se distingue cependant de son prédécesseur en introduisant un nouveau paramètre, la génétique. Le joueur peut en effet récupérer des gènes sur les cadavres de ses ennemis afin d'acquérir la technologie des factions correspondantes et ainsi d’améliorer ses unités ou de débloqué de nouvelles infrastructures. Pour progresser, le joueur doit donc combattre ses ennemis pour récupérer des gènes, et ne peut donc pas se développer en autarcie,.
Quatre factions sont disponibles dans le jeu, chacune avec sa propre représentation graphique et des attributs spécifiques. Les Kelika, des créatures aquatiques qui ressemblent à des dinosaures, sont ainsi robustes mais lents. Les Magha sont au contraire vifs et rusés et excellent dans le camouflage et le sabotage. Les Sen-Soth sont faibles et peu intelligents, mais ils se multiplient très rapidement. Enfin, les Tanu, des lézards bipèdes, bénéficient d’une vivacité de mouvement et d’esprit. Chaque faction dispose de cinq unités spécifiques et d’un chaman, seule unité communes aux quatre races. Le chaman permet de construire, de réparer et d’améliorer les infrastructures, mais aussi de récupérer les gènes sur les cadavres ennemis. Les autres unités sont dédiées au combat et possèdent des caractéristiques (comme la force, la résistance ou la vitesse) spécifiques. Certaines d’entre elles accumulent de l’expérience au fur et à mesure des combats, ce qui leur permet d’améliorer leur résistance. Outre ces cinq unités, chaque faction dispose de cinq armes spécifiques. Ces dernières peuvent être de différents types (chimique, explosif…) et ont une portée, des dégâts et un temps de fabrication qui leur sont propres. En récupérant les gènes de leurs ennemis, une faction peut acquérir leurs, et inversement. La seule ressource du jeu, l’énergie, est produite par des plantes appelées « pods ». Les premières sont plantées par le chaman dans un champ et les plantes se développent ensuite automatiquement jusqu’à occuper tout l’espace qui leur est dédié. Pour récupérer l’énergie ainsi produite, le joueur doit ensuite construire des raffineries dont il peut étendre le rayon d’action en construisant des tours de relais. Outre les infrastructures liées aux ressources, le joueur peut construire des laboratoires génétiques qui permettent de fabriquer les créatures et les armes dont il possède le code génétique. Le nombre de créature que le joueur peut contrôler est limité et il doit construire des structures spécifiques pour accroître ce nombre. Pour protéger sa base, le joueur peut construire des structures défensives statiques comme les tourelles, les tours électriques ou les mines. Il peut enfin construire des bâtiments de soutien, comme le radar, le téléporteur ou le régénérateur. La construction de ces dernière et des structures défensives nécessite cependant de récupérer au préalable les gènes de ses ennemis correspondant.
En solo, le jeu propose deux campagnes (une pour les Tanu et une pour les Magha), accompagnées de missions d’entrainement, soit au total une trentaine de missions,. Il propose également un mode escarmouche qui permet de définir les paramètres de l’affrontement, dont la carte, le nombre et le placement des joueurs et le niveau de technologie génétique de chaque participant. Le jeu propose également un mode multijoueur qui permet à jusqu’à huit joueur de s’affronter en réseau local, par modem ou sur Internet. Le mode multijoueur bénéficie d’options dédiées, qui permettent par exemple de jouer en coopération,  et offre des possibilités spécifiques, comme celle de planter de mauvaises herbes pour retarder l’accès de l’ennemi à un champ de culture. 

## Accueil
| WarBreeds             |      |       |
| Média                 | Pays | Notes |
| Computer Gaming World | US   | 3.5/5 |
| Cyber Stratège        | FR   | 3.5/5 |
| GameSpot              | US   | 66 %  |
| Gen4                  | FR   | 3/6   |
| Joystick              | FR   | 74 %  |
| PC Gamer UK           | GB   | 40 %  |

À sa sortie, WarBreeds fait l’objet d’une critique plutôt positive du journaliste Scott May dans le magazine Computer Gaming World qui estime d’abord qu’il propose une expérience de jeu « vraiment unique » grâce à l’introduction d’un nouveau paramètre, la génétique, qui en en fait un jeu d’une « incroyable diversité ». Il salue également sa trame scénaristique qu’il juge« fascinante, profonde, bien articulé » et parfaitement en phase avec son gameplay. Il est par contre plus partagé concernant sa réalisation au sujet de laquelle il critique les terrains « sombres, plats et redondants » tout en faisant l’éloge du niveau de détail, des animations et de l’originalité des unités, ainsi que de ses « excellents » effets sonores et de son intelligence artificielle « compétente ». En conclusion, il estime qu’il est « plus qu’un simple clone » et le décrit comme un jeu « riche et profond »  doté d’une interface intuitive et qui, malgré quelques défauts, vaut définitivement qu’on s’y attarde. Dans le magazine Gen4, le journaliste Eric Ernaux est moins enthousiaste et estime au contraire que si sa dimension génétique est originale et intéressante, elle échoue à convaincre et ne lui permet pas de se démarquer de Warcraft II ou Alerte rouge. Il juge en effet que le potentiel tactique offert par la génétique n’est pas exploitable car elle oblige le joueur à combattre sans discontinuer pour éviter le pillage de son potentiel génétique, ce qui fait que la victoire se dessine avant même de pouvoir profité des améliorations qu’elle apporte. Il conclut ainsi que malgré son « univers foisonnant », des « unités vraiment originales » et un système de gestion des troupes très complet, il se révèle « décevant ». La critique du journaliste de Joystick est également mitigé. Celui-ci fait en effet l’éloge de sa dimension génétique, qui « fait la richesse et l’intérêt du jeu », mais estime qu’il desservi par sa « réalisation décevante ». Il juge en effet que ses graphismes sont « sommaires » comparés à ceux de Total Annihilation et que ses animations, ses effets sonores et sa musique font pâle figure face à la concurrence. Il déplore également les lacunes de son intelligence artificielle et de son pathfinding, ses cartes trop peu nombreuses et l’absence d’éditeur de niveau avant de conclure qu’il s’agit d’un jeu « fort honorable » doté d’un « potentiel indéniable » mais dont la réalisation est décevante. 